# Charleville (Irlande)
Pour les articles homonymes, voir Charleville.
Charleville (Rath Luirc en irlandais) est une ville du comté de Cork, en république d'Irlande, qui compte 2 984 habitants.
C'est la ville natale d'Elisa Lynch, l'épouse de Francisco Solano López, dictateur du Paraguay.

## Toponymie
Charleville est fondée en 1661 par Roger Boyle, baron Broghill et premier comte d'Orrery. C'était un partisan d’Oliver Cromwell pendant la Première révolution anglaise. Charles II étant remonté sur le trône en 1660, il devait prouver sa loyauté à la Couronne et choisit donc de donner à sa ville le nom du roi. Le nom irlandais Ráth Luirc devient la traduction officielle dans les années 1920 mais reste très peu usitée, l’autre nom An Ráth étant le seul utilisé par les locuteurs gaéliques. An Rath signifie le fort, les emblèmes des clubs sportifs locaux en portent un.